# Emilia Currás
Emilia Teresa Julia Currás Puente (Madrid, 8 de octubre de 1927-Madrid, 29 de marzo de 2020) fue una química, documentalista e informatóloga española. También era filósofa e historiadora de la Ciencia, así como pionera en el estudio de las bases filosóficas-científicas de la Información y Documentación, destacando su teoría del Informacionismo.

## Biografía
Nace en Madrid y ya desde pequeña mostró un gran interés por la organización y el conocimiento. Estudió en el Instituto Lope de Vega de Madrid y se licenció en Ciencias Químicas en la Universidad Complutense de Madrid (antigua universidad Central) y la de Santiago de Compostela en 1953. Trabajó en la Facultad de Veterinaria como investigadora-becaria en la cátedra de Química y en el CSIC hasta 1955, año que ingresó en el Universidad Técnica de Berlín para realizar los estudios de doctorado, siendo investida como tal en 1959 en Berlín y en 1961 en Madrid.
Se incorporó a la empresa privada en 1960 fundando la Sección de Química y Traducción técnica de Hanumag-Barreiros (Madrid), pasando un año después a la empresa Auxini-Piritas Españolas con el cargo de directora de Negociado de Documentación hasta 1964. Volvió a Alemania para ocupar la jefatura del Laboratorio de Análisis de Materiales de Linde AG (Köln-Suhn) en 1965, donde también se matriculó en el Instituto de Documentación de Frankfurt/Main, obteniendo el título de Documentalista Científico en 1966.
Continuó en Alemania hasta 1968 ocupando la jefatura de la Sección de documentación sobre patentes en Dynamit Nobel (Troisdorf). En 1969 regresa a España para fundar y dirigir el Departamento de Documentación en Hispanoil (Madrid). En 1970 abandonó la empresa privada para ingresar en la Facultad de Ciencias de la Universidad Autónoma de Madrid y dirigir el Gabinete de Documentación Científica dentro del Departamento de Química-Física Aplicada. Fue nombrada Profesora Titular en 1985 hasta 1996, año de su jubilación.
Sus aportaciones científicas y académicas se dividen en las siguientes tres áreas del conocimiento :

## Filosofía e historia de la Ciencia
Su aportación más notable es la creación de la Teoría del Informacionismo y la Integración Vertical de la Ciencia, apareciendo dicho concepto en 1981 y aceptado en 1988. El Informacionismo es una nueva epistemología basada en la teoría neuronal de la Información, o las redes neuronales, la información llega a nuestro cerebro en forma de diminutos impulsos llamados quanta de información que impactan en nuestras neuronas, activándolas y convirtiendo estos quanta en información útil.
Según Currás, esta teoría considera a la información como el eje de nuestra vida y como motor de toda la evolución neuronal y física del ser humano; es decir, cuanta más información útil vuelva nuestro cerebro, mayor será nuestro tejido neuronal, creándose el inicio de la ruta del desarrollo de la civilización y la cultura de cualquier pueblo.
El Informacionismo se basa en el paradigma de la universalidad de la información, que es independiente en sí misma como disciplina científica, pero que está relacionada de manera sistémica y vertical con las demás ciencias. Es pues necesario que la información se entienda como una cosmovisión y una energía que fluye desde la más alta abstracción ontológica hasta el dato más inmediato y aplicable.
Esta teoría es objeto de tesis doctorales y asignaturas curriculares en universidades españolas y extranjeras.

## Documentación
En este campo, fue pionera en España y en numerosos países de habla hispana. Introdujo el concepto Ciencias de la Documentación como núcleo que albergaba las diferentes disciplinas relativas a los procesos de información contenida en un documento para que esta pueda llegar de manera rápida, inequívoca y eficaz al usuario. Estas disciplinas o ciencias son la Archivología, la Bibliografía, la Biblioteconomía, la Documentación y la Museología.
Trabajó sobre el diseño y la construcción de tesauros, contribuyendo con la creación de tres manuales, donde se abordaba el Tesauro desde distintas perspectivas: Lingüística documental, teoría de sistemas, la ontología, la taxonomía, teoría de la información, informática., etc. También abordó la formación y el asociacionismo de documentalistas. Fundó la Sociedad Española de Información y Documentación Científica (SEDIC) en 1976, siendo su presidenta durante doce años. Miembro fundador de Hispano Term y ASEABI. También perteneció durante ocho años al Consejo de la Federación Internacional de Documentación (FID). Perteneció a los consejos asesores y de redacción de diversas revistas como Journal of Information Science. Fue miembro de prestigiosas organizaciones como American Library Association (ALA), International Society for Knowledge Organitation (ISKO) o Fundación Prof. Kaula entre otras.

## Química
Investigó sobre el tribromuro de antimonio fundido como disolvente ionizante (objeto de su tesis) teniendo como resultado el descubrimiento de cinco nuevos compuestos, que fueron registrados en la base de datos Index Chemicus. Obtuvo calificación Sobresaliente cum laude. Fruto de sus investigaciones en este campo recibió el título Química Europea por el EURCHEN en varias ocasiones. 
Fue miembro colegiada del Ilustre Colegio Oficial de Química (1993) y perteneció a la Real Sociedad de Químicos de España (1988).

## Publicaciones
Publicó más de 130 artículos de investigación en revistas españolas y extranjeras. Escribió 14 libros y 7 como publicaciones colectivas. Ha sido traducida al inglés, portugués, árabe y checo, y su obra ha recibido más de 200 citas. Entre sus obras cabe destacar:
- Ciencia de la Información sobre postulados sistémicos y sistemáticos (2008)
- Ontologías, taxonomías y tesauros (2005)
- Tesauros. Manual de construcción y uso (1998)
- Tratado sobre Ciencia de la Información (1996)
- Tesauros. Lenguajes terminológicos (1991)
- La información en sus nuevos aspectos: ciencias de la Documentación (1988)
- Las Ciencias de la Documentación: Bibliotecología, Archiviología, Documentación e Información (1982)
- En 2003, ISKO editó un libro homenaje titulado Una vida: profesión y pasión.

Emilia Currás también escribió poesías, recogidas en tres poemarios: Fugitiva del tiempo, Del pasar y corre amor y El rincón de mis pensamientos.

## Distinciones y premios
Entre los numerosos premios que recibió destacan:
- Medalla de Oro de la Fundación Prof. Kaula, India (1990);
- Fellow (miembro de honor) del Institute for Information Scientists, Londres (1992);
- Miembro de la Real Academia de Doctores de España,[12] del Instituto de España (1994):
- Medalla al Mérito Tecnológico de FEDINE (1997);
- Presidenta de honor de ISKO-España (1998);
- Insignia de Oro de la Sociedad Alemana de Científicos de la Información (DGI) de Frankfurt (2002);
- Woman of the Year 2004 de The American Biographical Institute de Reliegh, Carolina del Norte (EE. UU.), siendo incluida en su anuario Great women of the 21st Century;
- The King's College de Cambridge (Reino Unido) la incluyó dentro del Outstanding Intellectuals of the 21st Century (2004);
- Socia de Honor de la Asociación Hispana de Documentalistas de Internet (AHDI) desde 2004;
- Insignia de oro y brillantes de la Asociación de Químicos de Madrid (2011);
- Numeraria de la Cofradía Internacional de Investigadores de Toledo y socia de honor de la SEDIC desde 2013;[1]
- Miembro del Club de Roma;
- Cruz de Caballero otorgada por el gobierno de Colombia.[5]

Fue condecorada y homenajeada por las universidades de Düsseldorf, Zaragoza, Brasilia, San Marcos de Lima, Autónoma de Madrid, Opavá (Chequia), Complutense de Madrid y Universidad de La Manouba (Tunicia).

## Vida personal
Vívía en el madrileño barrio del Retiro.
Falleció a los noventa y dos años el domingo 29 de marzo de 2020 en Madrid, a causa de la enfermedad COVID-19.